# Sofiane Alakouch
Sofiane Alakouch (Nîmes, 29 juli 1998) is een Frans-Marokkaans voetballer die doorgaans speelt als rechtsback. In juli 2024 verruilde hij FC Metz voor Paris FC. Alakouch maakte in 2021 zijn debuut in het Marokkaans voetbalelftal.

## Clubcarrière
Alakouch speelde in de jeugd van Chemin Bas D'Avignon en kwam in 2006 in de opleiding van Nîmes Olympique terecht. Hier maakte hij zijn professionele debuut op 15 april 2016, toen op bezoek bij Tours met 1–2 gewonnen werd. Namens Nîmes scoorden Jonathan Lacourt en Toifilou Maoulida, de tegentreffer kwam van Baptiste Santamaria. Alakouch mocht van coach Bernard Blaquart in de basis beginnen en hij werd na negenenzestig minuten gewisseld ten faveure van Clément Depres. Vanaf het seizoen 2016/17 werd de middenvelder vaker gebruikt in het eerste elftal. In de zomer van 2018 promoveerde Nîmes door een tweede plaats in de Ligue 2 naar de Ligue 1. In september 2018 verlengde de Frans-Marokkaanse speler zijn verbintenis tot medio 2021.
Nadat in de zomer van 2021 zijn contract afliep, verkaste Alakouch transfervrij naar FC Metz. Deze club verhuurde hem een half seizoen later aan Lausanne-Sport. Medio 2023 werd Alakouch opnieuw verhuurd, nu aan Paris FC. Deze club nam hem na afloop van het seizoen 2023/24 ook definitief over, waarna hij een contract voor twee jaar tekende.

## Clubstatistieken
| Seizoen | Club             | Competitie   | Competitie | Competitie | Beker | Beker | Internationaal | Internationaal | Totaal | Totaal |
| Seizoen | Club             | Competitie   | Wed.       | Dlp.       | Wed.  | Dlp.  | Wed.           | Dlp.           | Wed.   | Dlp.   |
| ------- | ---------------- | ------------ | ---------- | ---------- | ----- | ----- | -------------- | -------------- | ------ | ------ |
| 2015/16 | Nîmes Olympique  | Ligue 2      | 1          | 0          | 0     | 0     | —              | —              | 1      | 0      |
| 2016/17 | Nîmes Olympique  | Ligue 2      | 20         | 0          | 0     | 0     | —              | —              | 20     | 0      |
| 2017/18 | Nîmes Olympique  | Ligue 2      | 30         | 0          | 3     | 0     | —              | —              | 33     | 0      |
| 2018/19 | Nîmes Olympique  | Ligue 1      | 25         | 1          | 3     | 0     | —              | —              | 28     | 1      |
| 2019/20 | Nîmes Olympique  | Ligue 1      | 17         | 0          | 1     | 0     | —              | —              | 18     | 0      |
| 2020/21 | Nîmes Olympique  | Ligue 1      | 22         | 0          | 0     | 0     | —              | —              | 22     | 0      |
| 2021/22 | FC Metz          | Ligue 1      | 4          | 0          | 1     | 0     | —              | —              | 5      | 0      |
| 2021/22 | → Lausanne-Sport | Super League | 11         | 0          | 0     | 0     | —              | —              | 11     | 0      |
| 2022/23 | FC Metz          | Ligue 2      | 5          | 0          | 1     | 0     | —              | —              | 6      | 0      |
| 2023/24 | → Paris FC       | Ligue 2      | 12         | 1          | 1     | 0     | —              | —              | 13     | 1      |
| 2024/25 | Paris FC         | Ligue 2      | 0          | 0          | 0     | 0     | —              | —              | 0      | 0      |
| Totaal  | Totaal           | Totaal       | 147        | 2          | 10    | 0     | 0              | 0              | 157    | 2      |

Bijgewerkt op 8 juli 2024.

## Interlandcarrière
Alakouch maakte zijn debuut in het Marokkaans voetbalelftal op 12 november 2021, toen met 0–3 gewonnen werd van Soedan in een kwalificatiewedstrijd voor het WK 2022. De doelpunten werden gemaakt door Ryan Mmaee (tweemaal) en Imran Louza. Alakouch moest van bondscoach Vahid Halilhodžić op de reservebank beginnen en hij mocht acht minuten voor tijd invallen voor Aymen Barkok. De andere Marokkaanse debutant dit duel was Mohamed Chibi (FAR Rabat).
| Interlands van Sofiane Alakouch voor Marokko | Interlands van Sofiane Alakouch voor Marokko | Interlands van Sofiane Alakouch voor Marokko | Interlands van Sofiane Alakouch voor Marokko | Interlands van Sofiane Alakouch voor Marokko | Interlands van Sofiane Alakouch voor Marokko | Interlands van Sofiane Alakouch voor Marokko |
| №                                            | Datum                                        | Wedstrijd                                    | Uitslag                                      | Competitie                                   | Goals                                        |                                              |
| Als speler bij FC Metz                       | Als speler bij FC Metz                       | Als speler bij FC Metz                       | Als speler bij FC Metz                       | Als speler bij FC Metz                       | Als speler bij FC Metz                       | Als speler bij FC Metz                       |
| -------------------------------------------- | -------------------------------------------- | -------------------------------------------- | -------------------------------------------- | -------------------------------------------- | -------------------------------------------- | -------------------------------------------- |
| 1                                            | 12 november 2021                             | Soedan – Marokko                             | 0 – 3                                        | WK 2022 kwalificatie                         |                                              |                                              |
| 2                                            | 16 november 2021                             | Marokko – Guinee                             | 3 – 0                                        | WK 2022 kwalificatie                         |                                              |                                              |
| Als speler bij Lausanne-Sport                |                                              |                                              |                                              |                                              |                                              |                                              |
| 3                                            | 25 maart 2022                                | Congo-Kinshasa – Marokko                     | 1 – 1                                        | WK 2022 kwalificatie                         |                                              |                                              |
| 4                                            | 1 juni 2022                                  | Verenigde Staten – Marokko                   | 3 – 0                                        | Vriendschappelijk                            |                                              |                                              |

Bijgewerkt op 30 december 2024.